# Трейза
Трейза (на немски: Treysa) е до 1970 г. самостоятелен град в Северен Хесен, Германия с 8563 жители (към 31 декември 2013).
Намира се до река Швалм. На 31 декември 1970 г. Трейза, Цигенхайн и околните села образуват новия град Швалмщат.
- Гарата в Трейза
- Трейза 1655 г.